# Frees (landbouw)

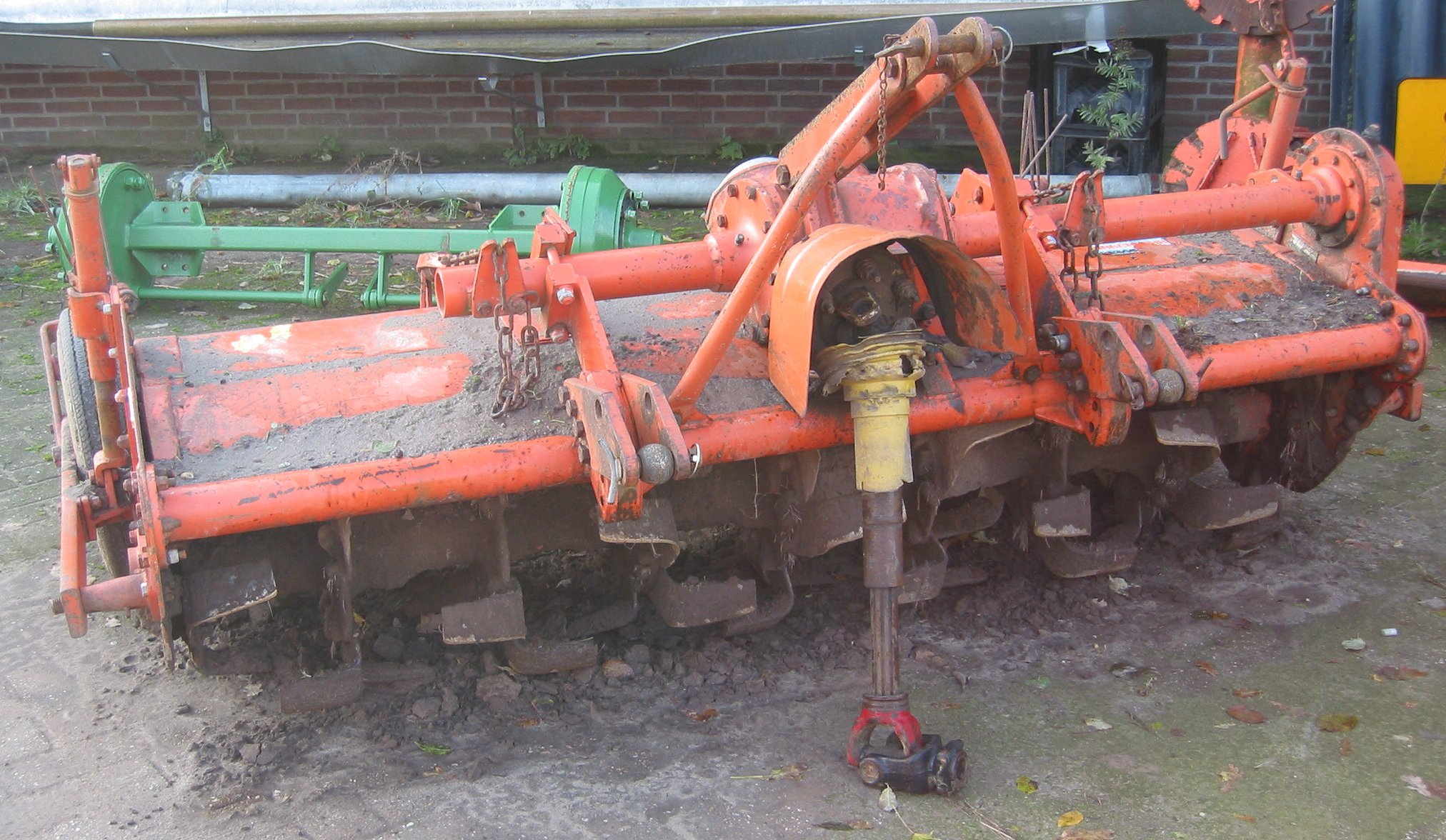
Grondfrees die door de aftakas van een tractor wordt aangedreven

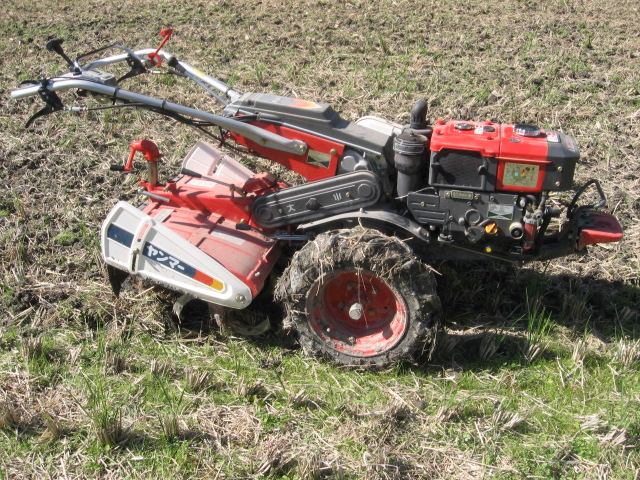
Hakfrees

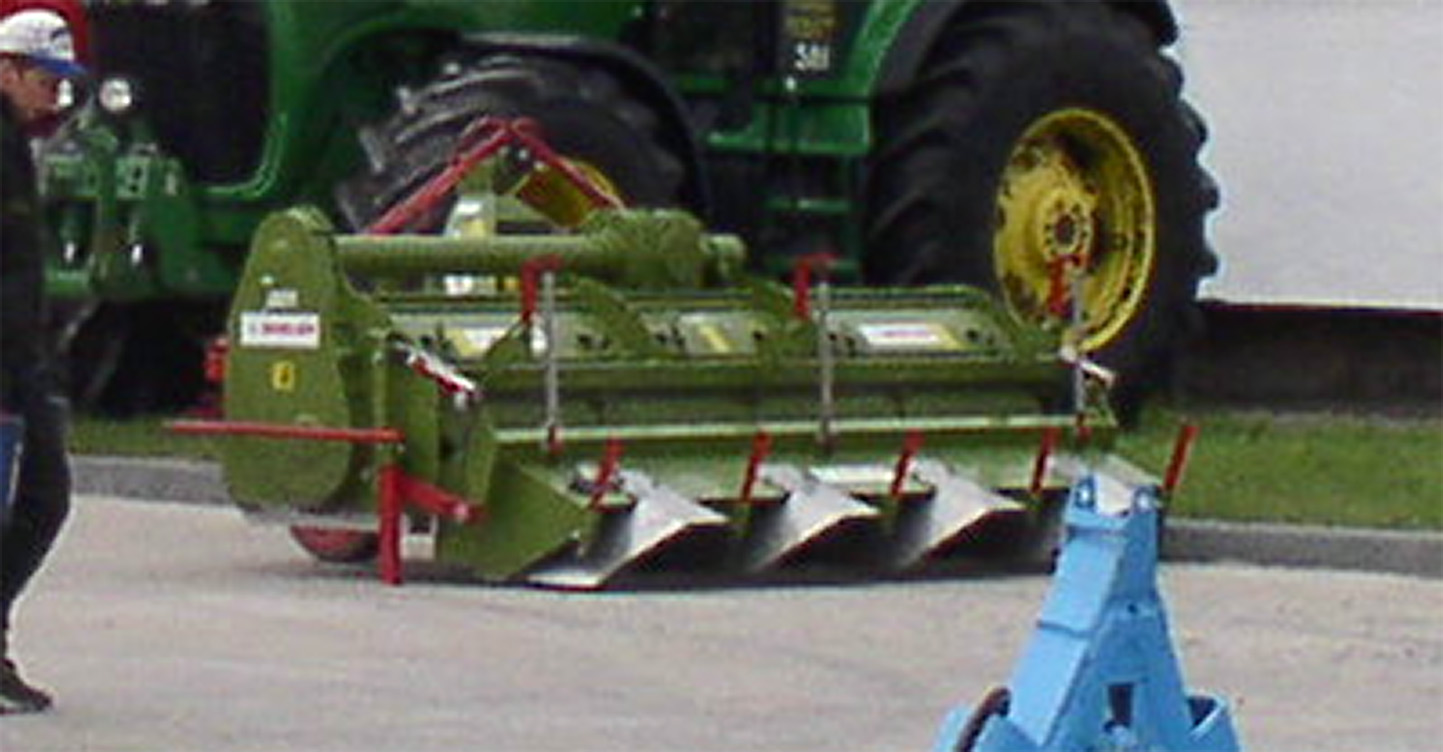
Aardappelfrees

Een frees wordt gebruikt voor grondbewerking. In tegenstelling tot ploegen vindt er geen kerende grondbewerking plaats, maar wordt de grond door elkaar geroerd. Gewasresten en organische mest worden echter niet door de grond gemengd, maar er wel onder gebracht. In een werkgang wordt de grond zaaiklaar gemaakt.
Het frezen van de grond kan nadelig zijn voor de bodemstructuur, zeker als er onder natte omstandigheden gefreesd wordt. De grond wordt namelijk fijn verkruimeld en kleigrond kan makkelijk versmeerd worden.
Een frees bestaat uit een as, waarop messen, die aan de top zijn omgebogen of haken gemonteerd zijn. Door de ronddraaiende as werpen de messen of haken de grond naar voren tegen een blad waardoor de grond verkruimeld wordt. Zowel de draaisnelheid van de as als de voortgangssnelheid van de machine kunnen veranderd worden. Een hoge draaisnelheid en een langzaam vooruitgaan, geven de fijnste verkruimeling.

## Grondfrees
Een grondfrees is er van klein tot groot. Er zijn zelfrijdende freesmachines die lopend met de hand bediend worden, en door een tractor aangedreven freesmachines. Daarnaast zijn er machines waarachter verschillende gereedschappen, zoals een frees of ploeg, vastgemaakt kunnen worden.

## Hakfrees
Een hakfrees bewerkt de grond oppervlakkig. Hij is bedoeld voor de bestrijding van zaadonkruiden. Bewerking met deze machine heeft bij kruiden met een wortelstok een averechts effect. Uit de afgesneden resten van de wortels groeit steeds weer een nieuwe plant, waardoor wortelonkruiden in versterkte mate zullen terugkeren. Een hakfrees wordt met een benzinemotor aangedreven, men loopt er achter om de machine te besturen.

## Aardappelfrees
Met de aardappelfrees worden de ruggen voor de aardappelplanten gemaakt. Deze machine is een alternatief voor de aardappelaanaarder.